# Statue-menhir du Puech du Lac
La statue-menhir du Puech du Lac, appelée aussi statue-menhir de Canteloup, est une statue-menhir appartenant au groupe rouergat découverte au lieu-dit Puech du Lac, dans la commune de Balaguier-sur-Rance, dans le département de l'Aveyron en France.

## Description
La statue a été découverte en 1983 par L. et F. Bécardit, lors d'un labour, au lieu-dit Puech du Lac sur un plateau dominant la vallée du Rance. La statue-menhir est inscrite monument historique au titre d'objet depuis le 13 novembre 2019.
Elle a été sculptée dans une dalle de grès permien importé mesurant 0,98 m de hauteur sur 0,54 m de largeur sur 0,15 m d'épaisseur.
La statue est incomplète, le visage et une partie de l'épaule gauche ont été détruits, et elle a été sciée en deux parties au niveau du milieu des jambes. C'est une statue féminine de belle facture dont le style rappelle la Dame de Saint-Sernin. Hormis le visage, tous les caractères anthropomorphes sont visibles : seins, membres supérieurs et inférieurs, chevelure attachée en natte côté verso. Le personnage porte un collier, une pendeloque en « Y » et une ceinture constituée de deux bandes superposées qui dessinent un tour complet de la statue. Des bandes verticales, de part et d'autre de la ceinture représentent peut-être les plis du vêtement.
La statue est conservée au musée Damien Bec de Saint-Crépin, une copie a été dressée près du lieu de la découverte.